# Maisin
Le maisin est une langue austronésienne parlée en Papouasie-Nouvelle-Guinée dans la province d’Oro.

## Sources
- (en) Joanna Margaret Frampton, Maisin: a grammatical description of an Oceanic language in Papua New Guinea, University of Otago, 2014 (lire en ligne)
- (en) Malcolm Ross, Maisin: a preliminary sketch. Pacific Linguistics., Canberra, Pacific Linguistics, coll. « Papers in New Guinea Linguistics » (no 23), 1984